# 名古屋市立前山小学校
名古屋市立前山小学校（なごやしりつ まえやましょうがっこう）は、愛知県名古屋市名東区牧の里二丁目にある公立小学校。

## 概要
1981年4月1日、名古屋市立高針小学校の南分校として、児童数584名、16学級、教職員29名で開校した。その後、1982年4月1日に高針小学校から分離独立。
- 1959年（昭和34年）9月26日 - 伊勢湾台風が日本に上陸し名古屋市にも甚大な被害をもたらす。この災害で名古屋市南部の人々が高い土地に移動したいという意思を持つようになり、高台である名東区などの人口が増える要因となった。
- 1959年（昭和34年） - 虹ヶ丘団地創成による名古屋市営バス開通。
- 1961年（昭和36年） - 名古屋市営バス高針開通（当時のバス路線は栄-星ヶ丘-高針-梅森光風園）。
- 1969年（昭和44年） - 名古屋市営地下鉄東山線が藤が丘駅まで開通。
- 1970年（昭和45年） - 東名高速道路名古屋インターチェンジ完成。
- 1975年（昭和50年） - 千種区から名東区が独立。
- 1977年（昭和52年）頃 - 県営高針住宅完成。

## 分離した背景
上記の出来事によって名東区は名古屋の東の玄関口として急速に発達し、1975年（昭和50年）頃から前山学区の人口は急増した。1986年度（昭和61年度）には児童数が過去最大の1034人に達し、学校はパンク寸前であった。そのため、学校当局・PTA・学区連絡協議会の三位一体で分校建設委員会が設置され、PTAが学区民80%を超える分校建設要望署名を集め、これを名古屋市教育委員会へ提出した。その結果、1988年3月名古屋市立牧の原小学校が前山小から分離した（牧の原小学校の開校は1988年4月1日）。
前山小学校は名古屋市の東部丘陵地に位置し、近くに牧の池があり自然豊かである。1954年（昭和29年）以前から前山学区に住んでいる住民もいるが、前山学区の大部分は1971年（昭和46年）～1984年（昭和59年）（特に1977年（昭和52年）～1984年）に高針南部土地区画整理組合によって行われた高針・牧の里地区の宅地造成によって作られた。前山小学校が開設された1981年4月当時は県営住宅はあったものの、学校の周囲はほとんど空き地であった。そのため前山学区民のほとんどは1975年以降の転入者である。
前山学区はベッドタウン名東区らしく1977年以降に建設された集合住宅が多く、全国的な範囲での転出入がある。前山小学校の児童は名古屋市立牧の池中学校に進学する。

## 校名の由来
現在の牧の里2丁目東部、新宿1,2丁目あたりの旧住所である「猪高町大字高針字前山」の字名である「前山」からとって「前山小学校」とした。1981年9月の分校建設委員会で校名について検討した際に、「前山」、「牧前」、「牧の里」、「牧」等の名前があがったが、最終的に地元にゆかりのある「前山」という名前を残そうということで満場一致で「前山小学校」となった。しかし、町名変更により居住地域の住所から「前山」という名称が消失したため「前山」という名前は地元住民でも知らない者がほとんどである。
これは旧住所である「猪高町大字高針字梅森坂」、「天白町大字植田字梅森坂」の字名が住所名の由来となり現在も居住地区の住所名として残っている梅森坂とは対照的である。
ちなみに、地元住民ですらほとんど知らないが非居住地区である牧野ヶ池の住所は町名変更されなかったため昔と変わらず「猪高町大字高針字前山」のままである。また、前山小学校の開校当時の旧住所は「猪高町大字高針字牧」であった（「猪高町大字高針字牧」は現在の牧の里1丁目、2丁目西部、3丁目、牧の原あたりである）。
字名「前山」の由来はこの地域にあった丘の名前である「前山」であると思われる。大石神社がある名東区山の手1丁目あたりを「前山」といったらしいが、「前山」の正確な場所は不明である」。
猪子石伝説によれば、「前山」は牡石を祭る猪子石神社（名東区香坂水汲坂公園近く）か牝石を祭る大石神社（名東区山の手1丁目、猪子石公園の西隣）あたりだと思われるが定かでない。

## 校訓
- よく考える子
- 思いやりのある子
- 最後までがんばる子

校訓は初代校長・水野鉄政らによって1982年頃考案された。具体的であるということを第一にと考えたことから「よく考える子」が、人の心の痛みがわかる子供を育てたいということから「思いやりのある子」が、勉強にしても運動にしても最後までがんばらなければならないということから「最後までがんばる子」が考案された。

## 校歌
校歌は初代校長・水野鉄政らが愛知教育大学学長（当時）・橋爪貞夫の紹介で、作詞を愛知教育大学の岡本勝に、作曲を大阪音楽短期大学の林誠に依頼し作られた。1982年11月12日の開校記念式の時に発表された。歌詞は3番まである。また、名古屋市立牧の池中学校の作詞・作曲者は本校の作詞・作曲者と同一人物である。

## 校章
図の中心に「前山」という文字をすえ、その両側に牧野ヶ池の水の波を配置し、全体の安定感を持たせている。円周には、自然の恵みとして「太陽」を日輪の形とし、丸い輪で表現し、児童の健やかな成長がこめられている。

## 沿革
- 1980年（昭和55年）1月 - 猪高町大字高針字牧地区に高針小学校南分校設立が決定。
- 1980年（昭和55年）8月 - 地鎮祭・起工式・校舎工事開始。
- 1981年（昭和56年）3月 - 校舎竣工。
- 1981年（昭和56年）4月1日 - 名古屋市立高針小学校南分校として開校。
- 1981年（昭和56年）度 - プール、体育館兼講堂完成。ジャングルジム・雲梯・のぼり棒完成。
- 1982年（昭和57年）4月1日 - 独立開校。
- 1982年（昭和57年）度 - 観察池完成、開校記念式典挙行・校歌制定、遊具（クライミングリングネット）完成
- 1983年（昭和58年）度 - 岩石園、砂場・ろく木・藤棚・屋外便所、中校舎4階完成。
- 1984年（昭和59年）度 - 温室、滑り台完成。
- 1986年（昭和61年）度 - 分校（現在の牧の原小学校）建設委員会設立。
- 1988年（昭和63年）3月 - 牧の原小学校分離式。牧の原小学校は同年4月1日より開校。
- 1989年（平成元年）度 - 体育固定施設、クラブハウス完成。
- 1990年（平成2年）度 - 新教育機器（パソコン）導入
- 1991年（平成3年） - 10周年記念式典。屋外校章設置。
- 2001年（平成13年） - 20周年記念式典。
- 2002年（平成14年） - 新世紀学校づくり推進事業報告会。
- 2003年（平成15年） - 学校保健優良校受賞。
- 2006年（平成18年） - 愛知県健康推進学校受賞。
- 2007年（平成19年） - 日本PTA表彰。

## 学区
名東区牧の里1丁目、2丁目、3丁目、新宿1丁目、2丁目、梅森坂1丁目、2丁目、3丁目。

## 児童数・学級数
- 1982年度（昭和57年度）　児童数：584人、学級数：16
- 1983年度（昭和58年度）　児童数：801人、学級数：20
- 1984年度（昭和59年度）　児童数：925人、学級数：24
- 1985年度（昭和60年度）　児童数：941人、学級数：23
- 1986年度（昭和61年度）　児童数：1034人、学級数：27 ※ 児童数過去最大
- 1987年度（昭和62年度）　児童数：1024人、学級数：28 ※ 学級数過去最大
- 1988年度（昭和63年度）　児童数：824人、学級数：23 ※ 本年度から牧の原小学校が開設したことによる児童数・学級数の減少
- 1989年度（平成元年度）　児童数：777人、学級数：22
- 1990年度（平成2年度）　 児童数：760人、学級数：21
- 1991年度（平成3年度）　 児童数：721人、学級数：21
- 2013年度（平成25年度）9月現在　児童数：412人

## 歴代校長
- 初代校長：水野 鉄政 （任期：1982年4月～1985年3月）
- 2代校長：井上 安夫 （任期：1985年4月～1987年3月）
- 3代校長：橋本 昭二 （任期：1987年4月～1991年3月）
- 4代校長：小川 寛   （任期：1991年4月～?）
- 2015年4月現在の校長：森上一美

## 学校行事
- 運動会
- 学芸会
- 6年生を送る会
- 展覧会
- 中津川野外学習（5年生）
- 修学旅行（6年生）

## 近隣の学校
- 名古屋市立牧の原小学校
- 名古屋市立梅森坂小学校
- 名古屋市立高針小学校
- 名古屋市立牧の池中学校
- 名古屋市立名東高等学校